# 777
Năm 777 là một năm trong lịch Julius.